# Johan Brummer
Johan Brummer, född 6 mars 1968 i Växjö, är en svensk före detta ishockeyspelare.
Brummer gjorde elitseriedebut inför säsongen säsongen 1987/1988 i Brynäs IF efter att representerat Mora IK i Division I. Han spelade sedan fyra säsonger i Västerås Hockey i elitserien under början av 1990-talet. Han spelade sedan två säsonger för HV 71 (1995/1996 och 1996/1997) då han inför säsongen 1997/1998 värvades av norska Vålerenga IF. Brummer gjorde ett flertal framgångsrika säsonger i klubben och blev norsk mästare vid tre tillfällen 1997/1998, 1998/1999 och 2000/2001.

### Fotnoter
1. ↑  ”Tröjnummer genom tiderna”. HV71. 27 februari 2016. Arkiverad från originalet den 9 mars 2017. https://web.archive.org/web/20170309184429/http://www.hv71.se/om-hv71/statistik/trojnummer-genom-tiderna. Läst 20 augusti 2016.